# Dipartimenti della Colombia per indice di sviluppo umano
     0,700 - 0,799
     0,600 - 0,699

Dipartimenti della Colombia per indice di sviluppo umano (2017).
0,700 - 0,799
0,600 - 0,699

Questa è una lista dei dipartimenti della Colombia per indice di sviluppo umano 2016.
| Indice di sviluppo umano alto  | Indice di sviluppo umano alto              | Indice di sviluppo umano alto | Indice di sviluppo umano alto |
| Posizione                      | Dipartimento                               | ISU (2015)                    | Comparabile con               |
| ------------------------------ | ------------------------------------------ | ----------------------------- | ----------------------------- |
| 1                              | Bogota, D.C.                               | 0,772                         | Iran                          |
| 2                              | Valle del Cauca                            | 0,753                         | Brasile                       |
| 3                              | San Andrés, Providencia and Santa Catalina | 0,749                         | Bosnia ed Erzegovina          |
| 4                              | Quindío                                    | 0,747                         | Macedonia                     |
| 5                              | Atlántico                                  | 0,745                         | Algeria                       |
| 6                              | Caldas                                     | 0,741                         | Giordania                     |
| 6                              | Meta                                       | 0,741                         | Giordania                     |
| 8                              | Santander                                  | 0,739                         | Ecuador                       |
| 9                              | Cundinamarca                               | 0,737                         | Cina                          |
| 10                             | Antioquia                                  | 0,733                         | Mongolia                      |
|                                | Colombia (media)                           | 0,727                         | Dominica                      |
| 11                             | Risaralda                                  | 0,725                         | Suriname                      |
| 12                             | Boyacá                                     | 0,722                         | Tonga                         |
| 13                             | Bolívar                                    | 0,718                         | Libia                         |
| 13                             | Guaviare                                   | 0,718                         | Libia                         |
| 15                             | Vichada                                    | 0,716                         | Libia                         |
| 16                             | Casanare                                   | 0,711                         | Libia                         |
| 17                             | Norte de Santander                         | 0,710                         | Belize                        |
| 18                             | Tolima                                     | 0,708                         | Belize                        |
| 19                             | Sucre                                      | 0,708                         | Belize                        |
| 20                             | Arauca                                     | 0,701                         | Uzbekistan                    |
| Indice di sviluppo umano medio |                                            |                               |                               |
| 21                             | Huila                                      | 0,691                         | Egitto                        |
| 22                             | Cesar                                      | 0,690                         | Indonesia                     |
| 23                             | Magdalena                                  | 0,688                         | Indonesia                     |
| 24                             | Nariño                                     | 0,685                         | Palestina                     |
| 25                             | Cauca                                      | 0,682                         | Filippine                     |
| 26                             | Caquetá                                    | 0,681                         | El Salvador                   |
| 27                             | Córdoba                                    | 0,679                         | El Salvador                   |
| 28                             | Amazonas                                   | 0,675                         | Bolivia                       |
| 29                             | Putumayo                                   | 0,675                         | Bolivia                       |
| 30                             | Chocó                                      | 0,655                         | Iraq                          |
| 31                             | La Guajira                                 | 0,648                         | Capo Verde                    |
| 32                             | Guainía                                    | 0,634                         | Guyana                        |
| 33                             | Vaupés                                     | 0,593                         | Rep. del Congo                |